# Aminofilina
Aminofilina é um fármaco utilizado pela medicina como broncodilatador, que deriva-se do teofilinato de etilenodiamina. Ele aumenta o AMP cíclico intracelular e inibe a fosfodiesterase.

## Indicações
- Asma brônquica
- Asma de exercício
- Crise de Cheyne-Stokes